# Высоково (Рамешковский район)
Высо́ково (карел. Visokoi) — деревня в Рамешковском районе Тверской области, административный центр сельского поселения Высоково. На начало 2008 года население — 229 жителей.
Расположена в 4 километрах к юго-западу от районного центра Рамешки, на автодороге «Рамешки—Замытье—Никольское—Вырец». Рядом с деревней протекает ручей Скородумка.

## История
В XIII—XIV веках здешняя территория входила в Каменский стан Бежецкого Верха и относилась к владениям Великого Новгорода.
Пустошь, а затем деревня Высокое (Высоково) впервые упоминается в документах XVII века. Она была в собственности бояр Собакиных, затем Лобановых-Ростовских.
В 1859 году Высоково — русская владельческая деревня, 39 дворов, где проживали 291 человек (139 мужчин, 152 женщины).
Деревня находилась на развилке торговых трактов из Торжка на Бежецк (через Рамешки) и на Кашин (через Ильино).
В 1887 году в деревне Высоково Замытской волости и Замытского прихода Бежецкого уезда 58 дворов, 329 жителей (144 мужчины и 185 женщин), на военной службе 4 человека, грамотных 33 мужчины и 1 женщина. Жители являлись прихожанами Преображенской церкви в селе Замытье, престольный праздник — Ильин день (2 августа).
В 1936 году в деревне Высоково Высоковского сельсовета Рамешковского района Калининской области — 49 хозяйств с населением 240 человек, из них в колхозе 41 хозяйство, 200 человек. Работали кузница, маслобойня, 2 ветряных мельницы, была школа 1 ступени, изба-читальня, ячейка ВЛКСМ.
В 1941—1945 годах мужское население деревни воевало с фашистскими захватчиками; женщины, старики, дети все эти годы выполняли работы в колхозе, молодые женщины и подростки направлялись на строительство оборонительных сооружений. В годы войны на фронтах погибли 32 жителя деревни.
В 1950 году жители деревни вошли в колхоз им. Ворошилова, в 1959 году — в укрупнённое хозяйство «Трудовик» с центральной усадьбой в Высоково. В 1991 году в колхозе «Трудовик» — 7113 га земли (в том числе 2720 га пашни), 2028 голов КРС, 1284 свиньи, 71 лошадь.
В 2001 году в деревне 73 дома (квартиры), в них постоянно проживали 218 человек, 5 домов — собственность наследников и дачников.

## Население
| 1859 | 1936 | 1989 | 2002 | 2008 | 2010 |
| ---- | ---- | ---- | ---- | ---- | ---- |
| 291  | ↘240 | ↘212 | ↘209 | ↗229 | ↘200 |